# 單熉
單熉（？—？），山東高密人，清朝政治人物。
乾隆三十二年，接替杜彤輝。擔任江蘇荆溪縣知縣。后由王圣维接任。